# Emmet (Arkansas)
Emmet é uma cidade localizada no estado americano de Arkansas, no Condado de Hempstead e Condado de Nevada.

## Demografia
Segundo o censo americano de 2000, a sua população era de 506 habitantes.
Em 2006, foi estimada uma população de 430, um decréscimo de 76 (-15.0%).

## Geografia
De acordo com o United States Census Bureau, a localidade tem uma área de 3,9 km², sem área coberta por água. Emmet localiza-se a aproximadamente 118 m acima do nível do mar.

## Localidades na vizinhança
O diagrama seguinte representa as localidades num raio de 24 km ao redor de Emmet.